# 9إم337 سوسنا-آر
9إم337 سوسنا-آر هو نظام رادار وصاروخ موجه بالليزر أسرع من الصوت روسي، صمم لكي يحمي الوحدات العسكرية من الهجمات الجوية في جميع أنواع المواقف القتالية. بدأت الاختبارات الرسمية للسلاح في 2017.